# Chak De! India
Pour plus de détails, voir Fiche technique et Distribution.
Chak De! India (चक दे इंडिया) est un film dramatique sportif indien, réalisé par Shimit Amin, sorti en 2007.  

## Synopsis
Le film s'ouvre sur les dernières minutes du match de Coupe du monde de hockey sur gazon opposant en finale l'Inde et le Pakistan. Kabir Khan, le joueur vedette de l'équipe indienne, rate le penalty qui aurait permis à son équipe d'égaliser. Humiliés par cette défaite, les supporters et les médias accusent le joueur de corruption, ce qui ruine sa carrière. Sept ans plus tard, Kabir Khan se voit proposer d'entraîner l'équipe nationale féminine indienne pour le championnat du monde. Il accepte et commence alors le long chemin qui permettra à ces joueuses que tout oppose — milieu social, origine géographique, personnalité — de former une équipe soudée, capable de triompher aussi bien des équipes adverses que du sexisme ambiant.

## Commentaires
Bien que Chak De! India soit un film de fiction, il s'inspire de faits réels. En effet, l'équipe nationale féminine indienne de hockey a un bon niveau mondial, elle a remporté la médaille d'or aux Jeux du Commonwealth en 2002. De plus, l'histoire du personnage de Kabir Khan est proche de celle de Mir Rajan Negi, gardien de but de l'équipe masculine qui encaissa 7 buts lors d'une finale contre le Pakistan aux Jeux asiatiques de 1982 : lui aussi fut accusé de corruption ce qui détruisit sa carrière. Mir Rajan Negi fut conseiller technique sur le film.
Comme dans Lagaan d'Ashutosh Gowariker, la compétition sportive est une métaphore. De même que les villageois devaient dépasser leur préjugés de caste et s'unir pour triompher des colons britanniques, les jeunes hockeyeuses doivent passer outre leurs différences de milieux sociaux, géographiques ou religieux pour faire triompher leur pays et en toile de fond, combattre le sexisme pour s'imposer dans une société qui entend les cantonner à un rôle de ménagère procréatrice.
Chak De! India est un film atypique dans la production de la société Yash Raj, dans la carrière de Shahrukh Khan et dans les réalisations des studios de Bollywood, plus coutumiers des comédies musicales sentimentales. En effet, Chak De! India est un film, sinon militant, du moins sensible à la cause des femmes et qui ne comporte aucune chorégraphie musicale. Cette singularité ne l'a pas empêché d'être un succès commercial, classé troisième au box office indien 2007.

## Fiche technique
Sauf indication contraire, les informations mentionnées dans cette section peuvent être confirmées par la base de données cinématographiques IMDb,  présente dans la section « Liens externes ».
- Titre : Chak De! India
- Titre original : चक दे इंडिया (Chak De Indiya)
- Réalisation : Shimit Amin
- Scénario : Jaideep Sahni
- Casting : Abhimanyu Ray
- Dialogues : Jaideep Sahni
- Direction artistique : Sukant Panigrahy
- Costumes : Mandira Shukla
- Maquillage : Anwar Khan, Javed Khan
- Photographie : Sudeep Chatterjee
- Montage : Amitabh Shukla
- Musique : Salim-Sulaiman
- Paroles : Jaideep Sahni
- Production : Aditya Chopra, Yash Chopra
- Sociétés de production : Yash Raj Films
- Sociétés de distribution : MG Distribution, Rapid Eye Movies, Yash Raj Films
- Société d'effets spéciaux : Redchillies.VFX
- Pays de production :  Inde
- Langues : Hindi
- Format : Couleurs - 2,35:1 - Dolby Digital - 35 mm
- Genre : Drame, sportif
- Durée : 153 minutes (2 h 33)
- Dates de sortie en salles :
  - France : 26 juin 2007
  - Inde : 10 août 2007

## Distribution
- Shahrukh Khan : Kabir Khan[1]
- Vidya Malvade : Vidya Sharma
- Tanya Abrol : Balbir Kaur
- Chitrashi Rawat : Komal Chautala
- Arya Menon : Gul Iqbal
- Seema Azmi : Rani Dispotta
- Nisha Nair : Soimoi Kerketa
- Sandia Furtado : Nethra Reddy
- Masochon V. Zimik : Molly Zimik
- Kimi Laldawla : Mary Ralte
- Shilpa Shukla : Bindia Naik
- Shubhi Mehta : Gunjun Lakhani
- Anaitha Nair : Aliya Bose
- Sagarika Ghatge : Preety Sabharwal
- Kimberly Miranda : Rachna Prasad

## Bande originale
Albums de Salim-Sulaiman
Dor
(2006) Aaja Nachle
(2007)
La bande originale du film, composée par Salim-Sulaiman. Elle comprend sept chansons, écrites par Jaideep Sahni. Certaines sont chantées par Salim-Sulaiman eux-mêmes, la chanson Sattar Minute est interprétée par l'acteur Shahrukh Khan.
| 1.    | Chak De! India             | Sukhwinder Singh, Salim-Sulaiman, Marianne D'Cruz | 4:43 |
| 2.    | Badal Pe Paaon Hai         | Hema Sardesai                                     | 4:05 |
| 3.    | Ek Hockey Doongi Rakh Ke   | KK, Shahrukh Khan                                 | 5:36 |
| 4.    | Bad Bad Girls              | Anushka Manchanda                                 | 3:39 |
| 5.    | Maula Mere Le Le Meri Jaan | Salim-Sulaiman, Krishna Beura                     | 4:47 |
| 6.    | Hockey – Remix             | Midival Punditz                                   | 5:17 |
| 7.    | Sattar Minute              | Shahrukh Khan                                     | 2:05 |
| 30:12 |                            |                                                   |      |

## Distinctions
| Date                           | Distinction                              | Catégorie                                     | Nom                                    | Résultat   |
| ------------------------------ | ---------------------------------------- | --------------------------------------------- | -------------------------------------- | ---------- |
| 7 septembre au 21 octobre 2007 | National Film Awards                     | Meilleur film de divertissement               | Shimit Amin, Aditya Chopra             | Lauréat    |
| 18 au 28 octobre 2007          | Festival du film indien de Melbourne     | Meilleur film                                 | Aditya Chopra                          | Lauréat    |
| 3 au 9 février 2008            | Festival international du film de Mumbai | Meilleur film indien                          | Shimit Amin                            | Nomination |
| 10 février 2008                | Screen Awards                            | Meilleur film                                 | Aditya Chopra                          | Lauréat    |
| 10 février 2008                | Screen Awards                            | Meilleur réalisateur                          | Shimit Amin                            | Lauréat    |
| 10 février 2008                | Screen Awards                            | Meilleur acteur                               | Shahrukh Khan                          | Lauréat    |
| 10 février 2008                | Screen Awards                            | Meilleures actrices dans un second rôle       | Tout le casting féminin du film.       | Lauréat    |
| 10 février 2008                | Screen Awards                            | Meilleur montage                              | Amitabh Shukla                         | Lauréat    |
| 10 février 2008                | Screen Awards                            | Meilleure musique d'accompagnement            | Salim-Sulaiman                         | Nomination |
| 10 février 2008                | Screen Awards                            | Meilleure photographie                        | Sudeep Chatterjee                      | Nomination |
| 10 février 2008                | Screen Awards                            | Meilleur dialogue                             | Jaideep Sahni                          | Nomination |
| 10 février 2008                | Screen Awards                            | Meilleur scénario                             | Jaideep Sahni                          | Nomination |
| 10 février 2008                | Screen Awards                            | Meilleur son                                  | Manas Choudhary, Ali Merchant          | Nomination |
| 10 février 2008                | Screen Awards                            | Meilleurs effets spéciaux                     | Chak De! India                         | Nomination |
| 10 février 2008                | Screen Awards                            | Meilleure histoire                            | Jaideep Sahni                          | Nomination |
| 16 février 2008                | Filmfare Awards                          | Meilleur acteur                               | Shahrukh Khan                          | Lauréat    |
| 16 février 2008                | Filmfare Awards                          | Meilleur montage                              | Amitabh Shukla                         | Lauréat    |
| 16 février 2008                | Filmfare Awards                          | Meilleure photographie                        | Sudeep Chatterjee                      | Lauréat    |
| 16 février 2008                | Filmfare Awards                          | Meilleur film - critiques                     | A. R. Rahman                           | Lauréat    |
| 16 février 2008                | Filmfare Awards                          | Meilleure action                              | Rob Miller                             | Lauréat    |
| 30 mars 2008                   | Producers Guild Film Awards              | Meilleur film                                 | Aditya Chopra, Yash Raj Films          | Lauréat    |
| 30 mars 2008                   | Producers Guild Film Awards              | Meilleur réalisateur                          | Shimit Amin                            | Lauréat    |
| 30 mars 2008                   | Producers Guild Film Awards              | Meilleur acteur                               | Shahrukh Khan                          | Lauréat    |
| 30 mars 2008                   | Producers Guild Film Awards              | Meilleure montage                             | Amitabh Shukla                         | Lauréat    |
| 30 mars 2008                   | Producers Guild Film Awards              | Meilleur son                                  | Manas Choudhary, Ali Merchant          | Lauréat    |
| 30 mars 2008                   | Producers Guild Film Awards              | Meilleur réenregistrement                     | Anuj Mathur                            | Lauréat    |
| 30 mars 2008                   | Producers Guild Film Awards              | Meilleur scénario                             | Jaideep Sahni                          | Lauréat    |
| 30 mars 2008                   | Producers Guild Film Awards              | Meilleur histoire                             | Jaideep Sahni                          | Lauréat    |
| 30 mars 2008                   | Producers Guild Film Awards              | Meilleurs effets spéciaux                     | Keitan Yadav, Redchillies.VFX          | Nomination |
| 26 avril 2008                  | Zee Cine Awards                          | Meilleur film                                 | Aditya Chopra                          | Lauréat    |
| 26 avril 2008                  | Zee Cine Awards                          | Meilleur acteur                               | Shahrukh Khan                          | Lauréat    |
| 26 avril 2008                  | Zee Cine Awards                          | Meilleur dialogue                             | Jaideep Sahni                          | Lauréat    |
| 26 avril 2008                  | Zee Cine Awards                          | Meilleur montage                              | Amitabh Shukla                         | Lauréat    |
| 26 avril 2008                  | Zee Cine Awards                          | Meilleure photographie                        | Sandip Chaterjee                       | Lauréat    |
| 6 au 8 juin 2008               | IIFA Awards,                             | Meilleur film                                 | Aditya Chopra                          | Lauréat    |
| 6 au 8 juin 2008               | IIFA Awards,                             | Meilleur réalisateur                          | Shimit Amin                            | Lauréat    |
| 6 au 8 juin 2008               | IIFA Awards,                             | Meilleur acteur                               | Shahrukh Khan                          | Lauréat    |
| 6 au 8 juin 2008               | IIFA Awards,                             | Meilleure montage                             | Amitabh Shukla                         | Lauréat    |
| 6 au 8 juin 2008               | IIFA Awards,                             | Meilleure photographie                        | Sudeep Chatterjee                      | Lauréat    |
| 6 au 8 juin 2008               | IIFA Awards,                             | Meilleur enregistrement sonore                | Manas Choudhary, Ali Merchant          | Lauréat    |
| 6 au 8 juin 2008               | IIFA Awards,                             | Meilleur réenregistrement sonore              | Anuj Mathur, Ali Merchant              | Lauréat    |
| 6 au 8 juin 2008               | IIFA Awards,                             | Meilleur scénario                             | Jaideep Sahni                          | Lauréat    |
| 6 au 8 juin 2008               | IIFA Awards,                             | Meilleure histoire                            | Jaideep Sahni                          | Lauréat    |
| 6 au 8 juin 2008               | IIFA Awards,                             | Meilleure actrice dans un second rôle         | Chitrashi Rawat                        | Nomination |
| 6 au 8 juin 2008               | IIFA Awards,                             | Meilleur parolier                             | Jaideep Sahni (pour Chak De! India)    | Nomination |
| 6 au 8 juin 2008               | IIFA Awards,                             | Meilleure performance dans un rôle de méchant | Shilpa Shukla                          | Nomination |
| 6 au 8 juin 2008               | IIFA Awards,                             | Meilleure montage                             | Sukhwinder Singh (pour Chak De! India) | Nomination |
| 6 au 8 juin 2008               | IIFA Awards,                             | Meilleure photographie                        | Salim-Sulaiman                         | Nomination |